# Израильско-коста-риканские отношения
Израильско-коста-риканские отношения — двусторонние дипломатические отношения между Израилем и Коста-Рикой. Отношения были установлены 22 октября 1954 года.

## История отношений
Коста-Рика была одной из стран-членов ООН, проголосовавших за создание еврейского государства и раздел Палестины. 22 октября 1954 года Йосеф Кессари вручил верительные грамоты правительству Коста-Рики в качестве полномочного министра Израиля в Коста-Рике, а в 1956 году полномочный министр Коста-Рики в Риме Фернандо Эскаланте Прадилья был назначен представителем Израиля. 
В 1963 году министр иностранных дел Даниэль Одубер Кирос посетил Израиль, встретившись с премьер-министром Давидом Бен-Гурионом, что стало первым официальным визитом представителя Коста-Рики в Израиль. Было подписано соглашение Одубер-Шай, и было согласовано открытие дипломатических представительств в обеих странах, а также визит израильских коммерческих атташе, заинтересованных в закупке коста-риканской продукции.
Первое посольство Израиля в Коста-Рике было открыто 7 декабря 1966 года, его первым послом был Уолтер Абелес.
В марте 2023 года Коста-Рика объявила, что начнёт переговоры по соглашению о свободной торговле с Израилем и ОАЭ. Соглашения о свободной торговле Коста-Рики с ОАЭ и Израилем укрепят экономическое положение страны на Ближнем Востоке.

## Дипломатические миссии
У Израиля есть посольство в Сан-Хосе.
У Коста-Рики есть посольство в Тель-Авиве и консульство в Хайфе.